# آن بانستر
آن بانستر (بالإنجليزية: Anne Bannister)‏ هي معالجة نفسية بريطانية، ولدت في 11 مايو 1936 في Marple, Greater Manchester ‏ في المملكة المتحدة، وتوفيت في 26 مارس 2015 بسبب مرض آلزهايمر.